# Victor Bunea
Victor Bunea (n. 27 mai 1903, Berlin – d. 3 aprilie 1995, București) a fost un inginer român, membru de onoare al Academiei Române (1993).
A lucrat ca inginer de concepție și cercetător în industria mașinilor electrice din România, a fost titular al unui mare număr de brevete valorificate în industria electronică.